# Licuala beccariana
Licuala beccariana är en enhjärtbladig växtart som först beskrevs av Karl Moritz Schumann och Carl Karl Adolf Georg Lauterbach, och fick sitt nu gällande namn av Caetano Xavier Furtado. Licuala beccariana ingår i släktet Licuala och familjen Arecaceae. Inga underarter finns listade i Catalogue of Life.